# Jordan Wedderburn
Jordan Wedderburn (ur. 30 grudnia 2002 w Johannesburgu) – południowoafrykańska piłkarka wodna, reprezentantka kraju, olimpijka z Tokio 2020.

## Kariera reprezentacyjna
Od 2019 reprezentuje Południową Afrykę na zawodach międzynarodowych. W reprezentacji wystąpiła na Mistrzostwach Świata w Pływaniu 2019 (14. miejsce) oraz na Letnich Igrzyskach Olimpijskich w Tokio w 2021, gdzie Południowa Afryka była 10.